# Vuelta a Murcia 1999
La Vuelta a Murcia 1999, diciannovesima edizione della corsa, si svolse dal 3 al 7 marzo su un percorso di 669 km ripartiti in 5 tappe, con partenza e arrivo a Murcia. Fu vinta dall'italiano Marco Pantani della Mercatone Uno-Bianchi davanti allo spagnolo Javier Pascual Rodríguez e allo svizzero Beat Zberg.

## Tappe
| Tappa  | Data    | Percorso                            | km    | Vincitore di tappa       | Leader cl. generale      |
| ------ | ------- | ----------------------------------- | ----- | ------------------------ | ------------------------ |
| 1ª     | 3 marzo | Murcia > Cartagena                  | 158,5 | Davide Bramati           | Davide Bramati           |
| 2ª     | 4 marzo | Murcia > Santuario Casa Cristo      | 162   | Javier Pascual Rodríguez | Javier Pascual Rodríguez |
| 3ª     | 5 marzo | Murcia > Alcantarilla               | 156   | Ján Svorada              | Javier Pascual Rodríguez |
| 4ª     | 6 marzo | Murcia > Aledo                      | 179,5 | Marco Pantani            | Marco Pantani            |
| 5ª     | 7 marzo | Murcia > Murcia (cron. individuale) | 12,9  | Antonio Tauler           | Marco Pantani            |
| Totale | Totale  | Totale                              | 669   |                          |                          |

## Dettagli delle tappe

### 1ª tappa
- 3 marzo: Murcia > Cartagena – 158,5 km

| Pos. | Corridore         | Squadra | Tempo    |
| ---- | ----------------- | ------- | -------- |
| 1    | Davide Bramati    | Mapei   | 3h57'14" |
| 2    | Ján Svorada       | Lampre  | s.t.     |
| 3    | Giovanni Lombardi | Telekom | s.t.     |

| Pos. | Corridore      | Squadra | Tempo    |
| ---- | -------------- | ------- | -------- |
| 1    | Davide Bramati | Mapei   | 3h57'04" |

### 2ª tappa
- 4 marzo: Murcia > Santuario Casa Cristo – 162 km

| Pos. | Corridore                | Squadra           | Tempo    |
| ---- | ------------------------ | ----------------- | -------- |
| 1    | Javier Pascual Rodríguez | Kelme             | 5h09'36" |
| 2    | Santiago Blanco          | Vitalicio Seguros | a 3"     |
| 3    | Beat Zberg               | Rabobank          | s.t.     |

| Pos. | Corridore                | Squadra | Tempo    |
| ---- | ------------------------ | ------- | -------- |
| 1    | Javier Pascual Rodríguez | Kelme   | 9h06'44" |

### 3ª tappa
- 5 marzo: Murcia > Alcantarilla – 156 km

| Pos. | Corridore       | Squadra       | Tempo    |
| ---- | --------------- | ------------- | -------- |
| 1    | Ján Svorada     | Lampre        | 3h52'45" |
| 2    | Nicola Minali   | Cantina Tollo | s.t.     |
| 3    | Mario Cipollini | Saeco         | s.t.     |

| Pos. | Corridore                | Squadra | Tempo     |
| ---- | ------------------------ | ------- | --------- |
| 1    | Javier Pascual Rodríguez | Kelme   | 12h59'29" |

### 4ª tappa
- 6 marzo: Murcia > Aledo – 179,5 km

| Pos. | Corridore                | Squadra       | Tempo    |
| ---- | ------------------------ | ------------- | -------- |
| 1    | Marco Pantani            | Mercatone Uno | 4h38'54" |
| 2    | Javier Pascual Rodríguez | Kelme         | a 41"    |
| 3    | Beat Zberg               | Rabobank      | a 49"    |

| Pos. | Corridore     | Squadra       | Tempo     |
| ---- | ------------- | ------------- | --------- |
| 1    | Marco Pantani | Mercatone Uno | 17h38'26" |

### 5ª tappa
- 7 marzo: Murcia > Murcia (cron. individuale) – 12,9 km

| Pos. | Corridore       | Squadra | Tempo  |
| ---- | --------------- | ------- | ------ |
| 1    | Antonio Tauler  | Kelme   | 15'38" |
| 2    | Santos González | ONCE    | a 5"   |
| 3    | Gilles Maignan  | Casino  | a 8"   |

| Pos. | Corridore                | Squadra       | Tempo     |
| ---- | ------------------------ | ------------- | --------- |
| 1    | Marco Pantani            | Mercatone Uno | 17h54'32" |
| 2    | Javier Pascual Rodríguez | Kelme         | a 24"     |
| 3    | Beat Zberg               | Rabobank      | a 42"     |

## Classifiche finali

### Classifica generale
| Pos. | Corridore                | Squadra                          | Tempo     |
| ---- | ------------------------ | -------------------------------- | --------- |
| 1    | Marco Pantani            | Mercatone Uno-Bianchi            | 17h54'32" |
| 2    | Javier Pascual Rodríguez | Kelme                            | a 24"     |
| 3    | Beat Zberg               | Rabobank                         | a 42"     |
| 4    | Claus Michael Møller     | TVM-Farm Frites                  | a 48"     |
| 5    | Mikel Zarrabeitia        | ONCE-Deutsche Bank               | a 1'52"   |
| 6    | Stefano Garzelli         | Mercatone Uno-Bianchi            | a 1'56"   |
| 7    | Pietro Caucchioli        | Amica Chips-Costa de Almeria     | a 2'14"   |
| 8    | Santiago Blanco          | Vitalicio Seguros-Grupo Generali | a 2'18"   |
| 9    | Ginés Salmerón           | Vitalicio Seguros-Grupo Generali | a 2'47"   |
| 10   | Íñigo Cuesta             | ONCE-Deutsche Bank               | a 2'58"   |